# Hyttingsheden
Hyttingsheden är en bebyggelse sydväst om Borlänge i Borlänge kommun. 2015, men ej 2020 avgränsade SCB här en småort.